# John Fox Burgoyne

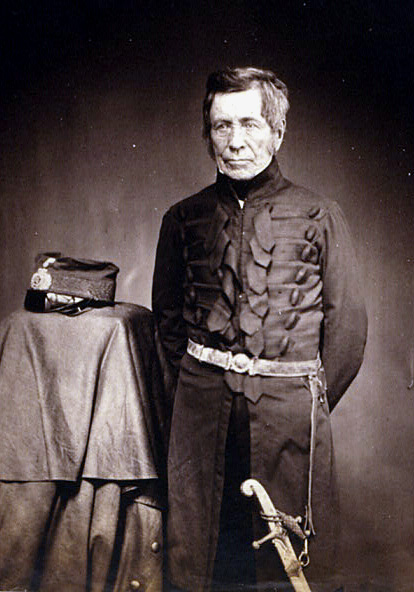
Sir John Fox Burgoyne, fotografi av Roger Fenton 1855.

Sir John Fox Burgoyne, född 24 juli 1782, död 7 oktober 1871, var en brittisk militär, son till John Burgoyne.
Burgoyne blev officer vid ingenjörkåren 1798, generalmajor 1838, generallöjtnant 1850 och fick fältmarskalks avsked 1868. Han deltog i med utmärkelse i fälttågen mot Napoleon, särskilt på Pyreneiska halvön 1809–1814. År 1845 blev han generalinspektör för befästningarna och biträdde under Krimkriget vid ledningen av operationerna mot Sevastopol. År 1856 blev Burgoyne baronet och 1865 kommendant i Towern. Han utgav även boken Military opinions 1859.